# Une fille vachement sympa
Pour plus de détails, voir Fiche technique et Distribution.
Une fille vachement sympa (L'amante tutta da scoprire) est une comédie érotique italienne en coproduction espagnole réalisée par Giuliano Carnimeo et sortie en 1981.

## Synopsis
Deux escrocs (l'une s'appelle Erika, jeune et charmante, tandis que l'autre est Giorgio, moins beau et plus agressif) sont engagés par une riche dame pour se débarrasser de son mari, opportuniste et coureur de jupons impénitent.
La situation est compliquée par un troisième couple, Bombolo et son ami Gaetano, qui sont à la recherche d'un coupon tombé entre les mains des deux escrocs. Bien évidemment, pour se rapprocher d'Erika et ainsi récupérer le document, les deux hommes vont devoir se déguiser et se faire passer pour deux femmes d'une soixantaine d'années ayant un CV de masseuses.

## Fiche technique
- Titre français : Une fille vachement sympa ou  Une femme à découvrir ou Une fille réellement sympa ou Les Péquenots[1]
- Titre original italien : L'amante tutta da scoprire ou Tutta da scoprire[2]
- Titre espagnol : Busco amante para un divorcio
- Réalisateur : Giuliano Carnimeo
- Scénario : Roberto Gianviti (it), Luís Castro
- Photographie : Sebastiano Celeste (it)
- Montage : Francesco Bertuccioli
- Musique : Mimì Uva
- Décors : Worfgang Burman
- Costumes : Toni Randaccio
- Maquillage : Franco Schioppa
- Production : Elio Di Pietro, Paolo Vidali, Bermudez de Castro
- Sociétés de production : Flora Film, PPB Cinematografica
- Pays de production :  Italie,  Espagne
- Langue originale : italien
- Format : Couleur - 2,35:1 - Son mono - 35 mm
- Durée : 95 minutes
- Genre : Comédie érotique italienne
- Dates de sortie :
  - Italie : 13 février 1981
  - France : 2 juin 1982[1]

## Distribution
- Nadia Cassini : Filomena Stramicioni, alias Erika la peintre
- Enzo Cannavale : Gaetano
- Bombolo : Bombolo
- Renzo Montagnani : Arturo Bonafé
- Lucio Montanaro : Cheikh
- Yorgo Voyagis : Nicky, époux de Laura
- Paco De Cecilio : Giorgio Pedrotti, partenaire de Filomena
- Francesco Caracciolo : Alfredo
- Maria Luisa San Josè : Laura Del Mosto Vitelli